# Sericita
Sericita is een gemeente in de Braziliaanse deelstaat Minas Gerais. De gemeente telt 7.345 inwoners (schatting 2009).

## Aangrenzende gemeenten
De gemeente grenst aan Abre-Campo, Araponga, Jequeri en Pedra Bonita.